# 사카호기정
사카호기정(일본어: 坂祝町)은 일본 기후현 중남부에 있는 가모군의 정이다. 정명의 유래는 연희식에 기록되어 있는 사카호기 신사이다.

## 인접한 자치체
- 북쪽과 동쪽 - 미노카모시
- 남동쪽 - 가니시
- 남쪽 - 이누야마시(아이치현)[1]
- 남서쪽 - 가카미가하라시
- 북서쪽 - 세키시

## 역사
- 1897년 4월 1일 - 7개 촌이 합병해 사카호기촌이 되었다.
- 1968년 10월 1일 - 정으로 승격해 사카호기정이 되었다.

## 교통

### 철도
- 도카이 여객철도 다카야마 본선

### 도로
- 국도 21호선